# フィデウア

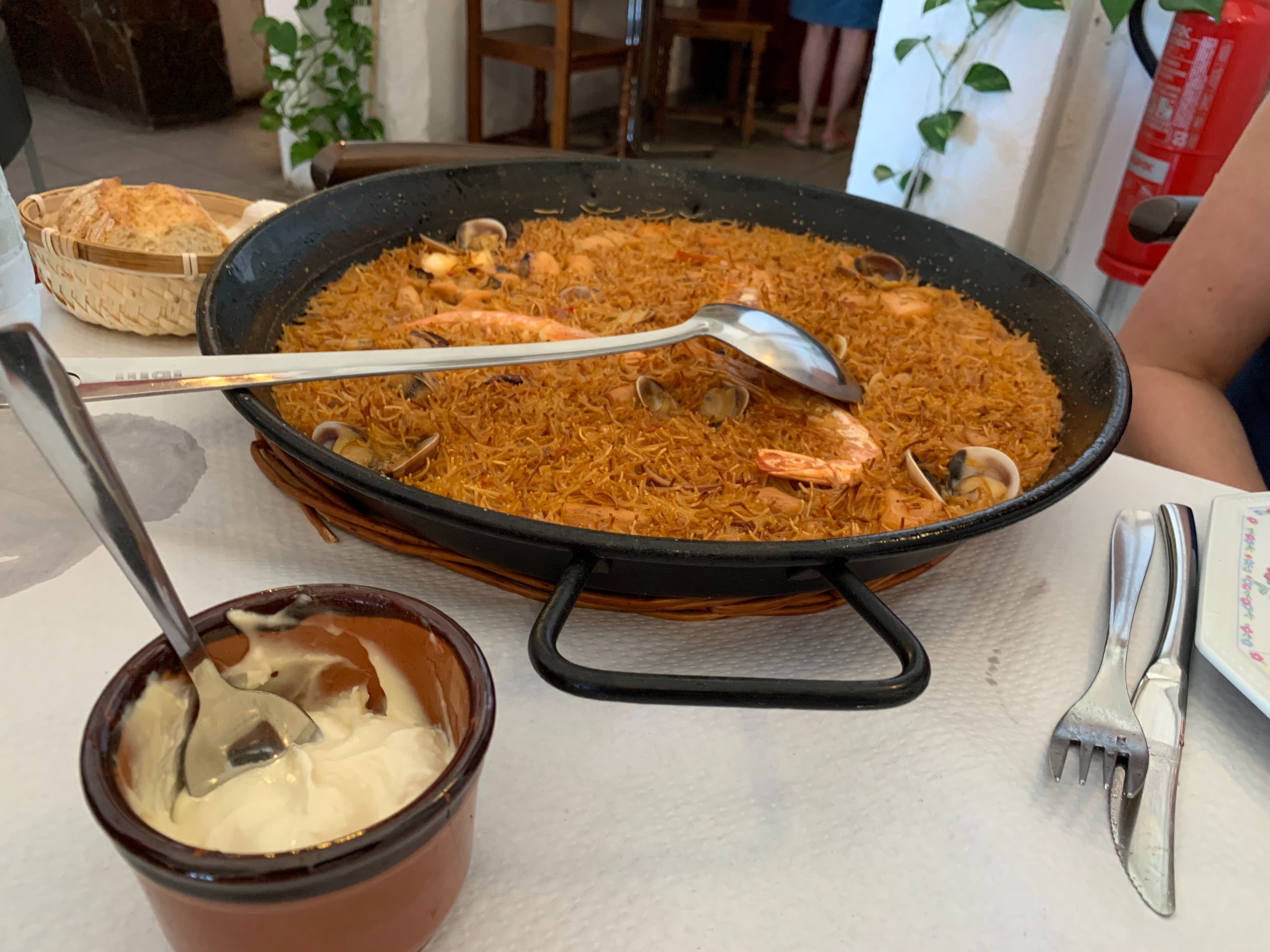
フィデウアとアイオリソース

フィデウア（スペイン語: Fideuà、カタルーニャ語: Fideuada）は、カタルーニャ料理。スペインでは夏の定番料理となっている。

## 概要
パエリアの米をショートパスタに替えた料理。カタルーニャではアイオリソースを添えて供されるなど、各地で独自のスタイルがある。
使用するパスタは太い麺、細い麺、マカロニのような穴あきショートパスタなど様々な種類のものが使われ、ロングパスタを折って使用することもある。日本ではあらかじめ折ってある極細麺のフィデオがフィデウア専用と伝わっている。なお、「フィデウア」と言うスパゲッティよりも少し太い穴あきショートパスタ製品もある。
使用する魚介についても特に決まりはないが、エビが使用されることは多い。

## 発祥
バレンシア州ガンディアで誕生した料理である。考案したのは漁船サンタ・イザベルで料理人をしていたガブリエル・ロドリゲス・パストール（Gabriel Rodríguez Pastor）。パストールの雇用主であるサンタ・イザベルの船長は米が好きで、パストールがパエリアを作ると船長が大部分を食べてしまい、他の乗組員たちは常に空腹を抱えていた。一計を案じたパストールは米の替わりにパスタを折って作り、船長の食べる量が減ることを期待したが、意に反して料理は船長の気に入るところになった。やがて、サンタ・イザベルの乗組員を通じて、この料理の美味さがガンディア中に伝わり、「パスタオラ・ハウス」というレストランでも提供されるようになった。